# Harald Thedéen
Karl Harald Gabriel Thedéen, född 24 augusti 1923, död 2 december 2017, var en svensk violinist och arkitekt.
Thedéen studerade vid Kungliga Musikhögskolan i Stockholm 1948–1954 och var anställd i Stockholms filharmoniska orkester 1953–1989. Han var lärare i violin, violinpedagogik och interpretation från 1970 och ordförande i Svenska stråklärarförbundet 1984–1994.

## Priser och utmärkelser
- 1982 – Professors namn
- 1984 – Ledamot nr 849 av Kungliga Musikaliska Akademien
- 1993 – Medaljen för tonkonstens främjande[4]